# Buckland, Swale
Buckland var en civil parish fram till 2003 när blev den en del av Norton, Buckland and Stone, i distriktet Swale, i grevskapet Kent, i England. Civil parish var belägen 6 km från Sittingbourne och hade 74 invånare år 1971. Byar nämndes i Domedagsboken (Domesday Book) år 1086, och kallades då Alius Bocheland/Bocheland/Bochelande.